# Trachelophorus giraffa
Trachelophorus giraffa là một loài bọ cánh cứng trong họ Attelabidae. Loài này được Jekel miêu tả khoa học năm 1860. Chúng là loài đặc hữu của Madagascar.

## Hình ảnh

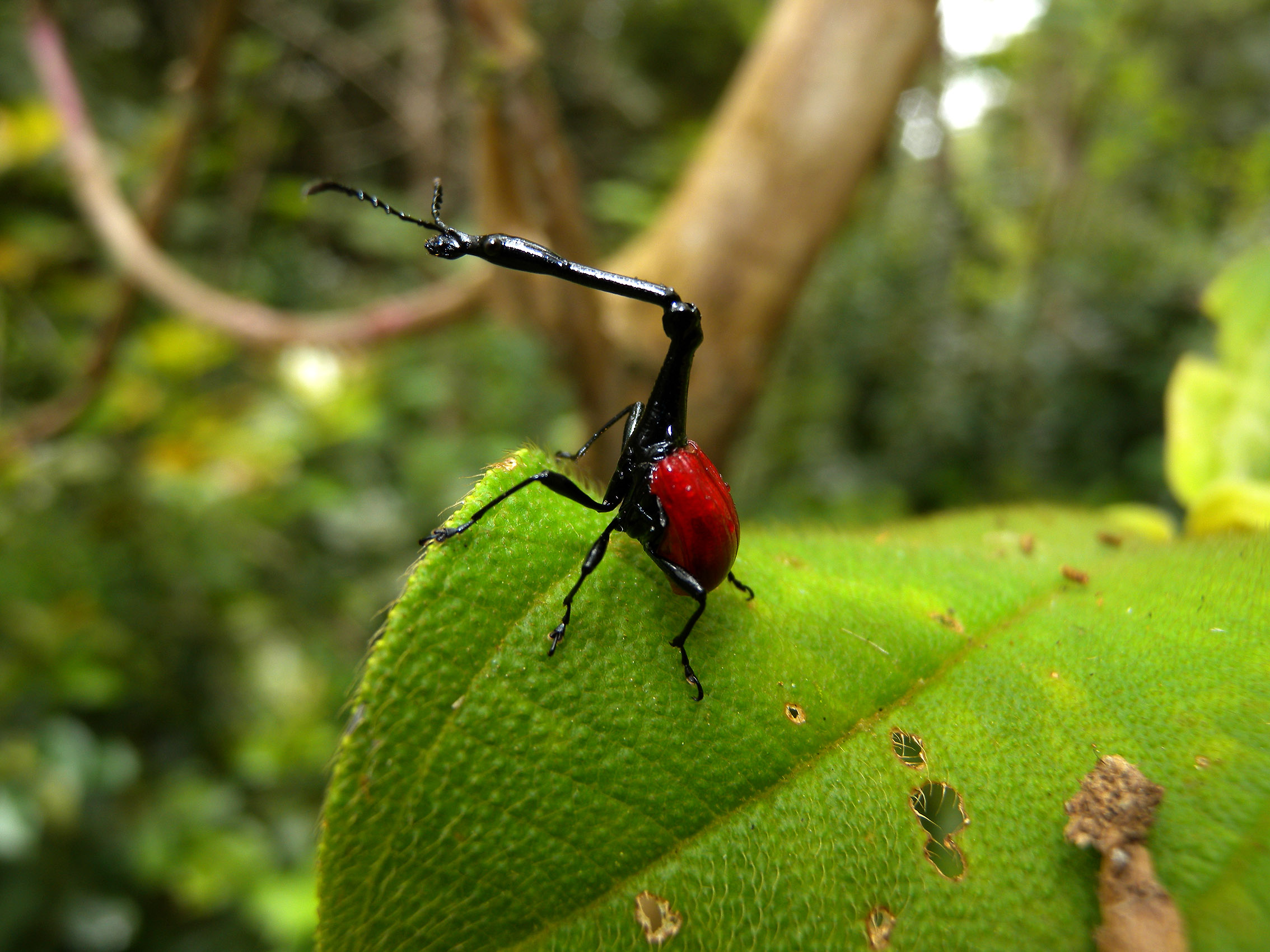
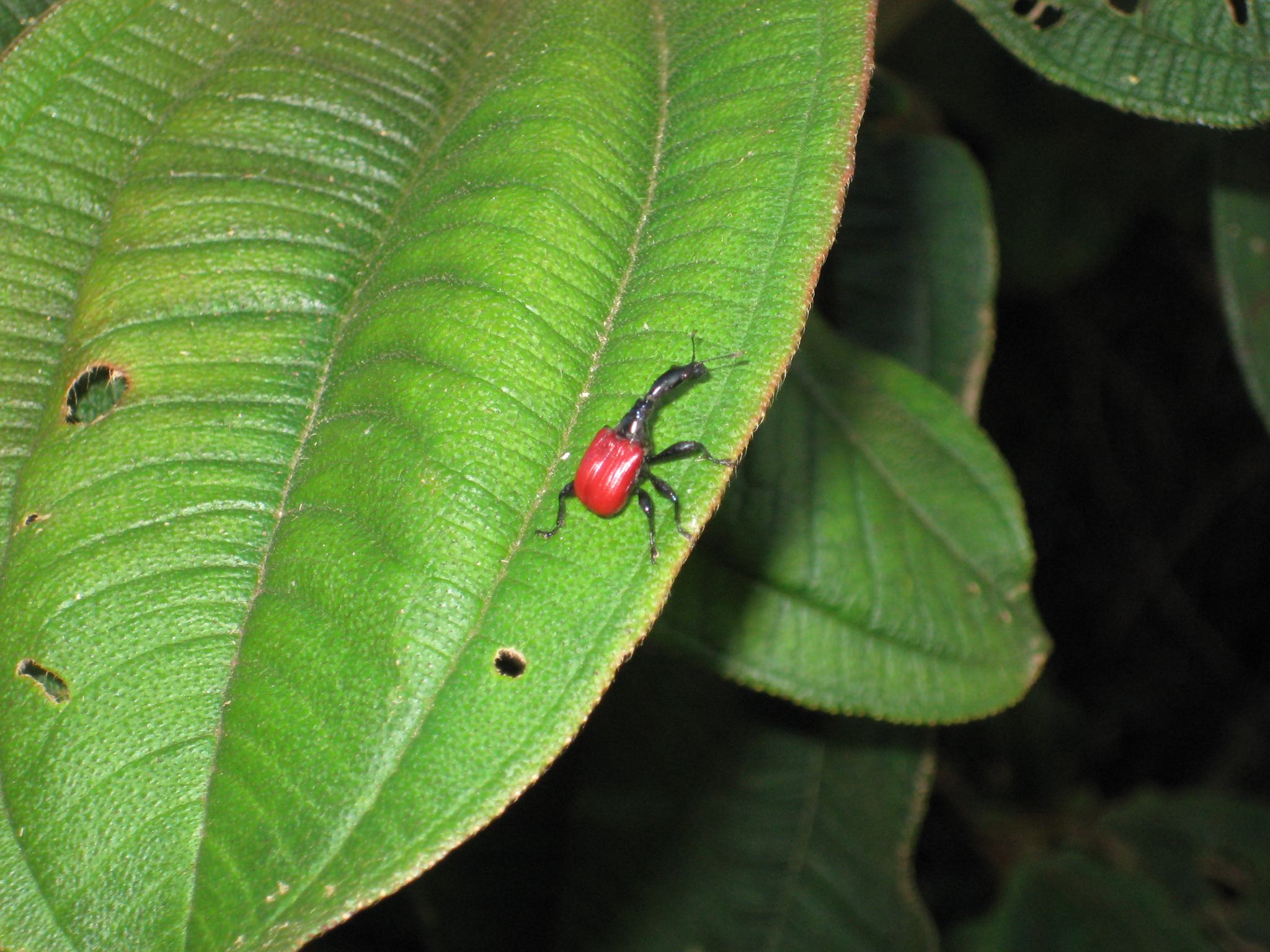
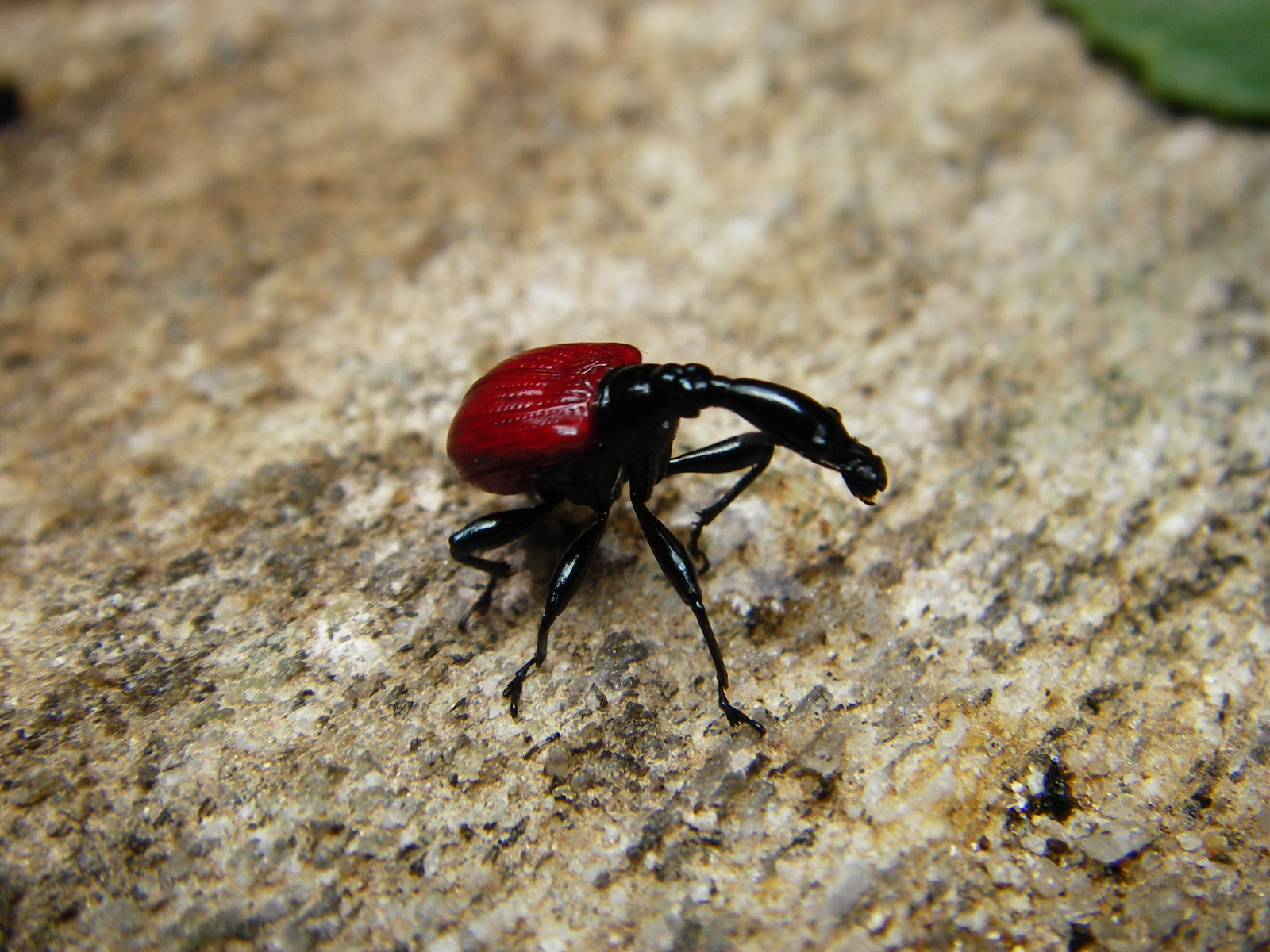
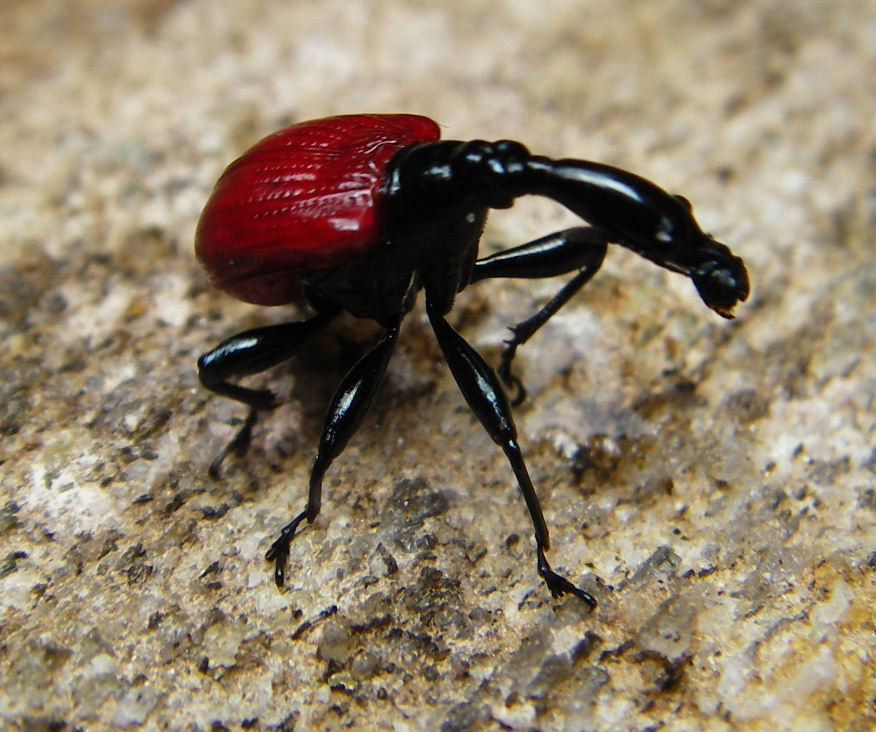